# Sonic Boom
Sonic Boom är ett musikalbum av hårdrocksgruppen Kiss. Det gavs ut 2 oktober och 5 oktober i Europa och 6 oktober 2009 i USA. Det är gruppens nittonde studioalbum, om man inte räknar med de fyra soloalbum som utgavs 1978. Detta är även Tommy Thayers första studioalbum som gruppmedlem. I USA, Kanada och Europa gavs albumet ut med en bonus-CD och DVD. Bonus-CD:n är Kiss Best - Kissology som gavs ut i Japan, den innehåller nyinspelade klassiker. DVD:n är från en inspelning i Buenos Aires våren 2009 och kom med en 20-sidig bok. Låtlistan lades ut på gruppens officiella webbplats. 

## Låtförteckning
| Nr  | Titel                         | Sång             | Längd |
| --- | ----------------------------- | ---------------- | ----- |
| 1.  | Modern Day Delilah            | Stanley          | 3:37  |
| 2.  | Russian Roulette              | Simmons          | 4:32  |
| 3.  | Never Enough                  | Stanley          | 3:26  |
| 4.  | Yes I Know (Nobody's Perfect) | Simmons          | 3:02  |
| 5.  | Stand                         | Stanley, Simmons | 4:50  |
| 6.  | Hot and Cold                  | Simmons          | 3:36  |
| 7.  | All for the Glory             | Singer           | 3:49  |
| 8.  | Danger Us                     | Stanley          | 4:22  |
| 9.  | I'm an Animal                 | Simmons          | 3:47  |
| 10. | When Lightning Strikes        | Thayer           | 3:45  |
| 11. | Say Yeah                      | Stanley          | 4:27  |

Bonus CD
- Kiss Best – Kissology

Bonus DVD
1. Deuce
2. Hotter Than Hell
3. C'mon and Love Me
4. Watchin' You
5. 100,000 Years
6. Rock and Roll All Nite

## Medlemmar
- Paul Stanley – kompgitarr, sång på "Modern Day Delilah, Never Enough, Stand, Danger Us och Say Yeah!", bakgrundssång
- Gene Simmons – elbas, sång på "Russian Roulette, Yes I Know (Nobody's Perfect), Stand, Hot and Cold och I'm an Animal", bakgrundssång
- Tommy Thayer – sologitarr, sång på "When Lightning Strikes", bakgrundssång
- Eric Singer – trummor, sång på "All For the Glory", bakgrundssång